# Carl Israel Ruders
Carl Israel Ruders, född 26 april 1761 i Stockholm, död 15 februari 1837 i Nysätra socken, Uppland, var en svensk präst, pedagog och författare.
Carl Israel Ruders var son till Gustaf Ruder. Han inskrevs vid Uppsala universitet 1778 och studerade där i något år, varefter han tjänstgjorde som lärare på olika håll, bland annat vid Carl Stridsbergs på sin tid synnerlige realbetonade skola i Stockholm. Han verkade även som predikant. 1789 blev han adjunkt vid franska kyrkan i Stockholm och prästvigdes 1790. Efter att 1798–1802 ha varit legationspredikant i Lissabon studerade han en termin i Uppsala och avlade pastoralexamen 1802. Han utnämndes till kyrkoherde i Nysätra socken 1806 och prost 1808. Som pedagog var Carl Israel Ruders liksom sin far radikal och uppgjorde bland annat tillsammans med Per Ulric Enbom ett projekt till en reformskola, publicerat i Stockholms-Posten 1789. Mest känd blev dock Ruders för sina utförliga och för sin tid märkliga skildringar Anmärkningar öfver Portugal (1803) och Portugisisk resa (1-3, 1805–1809).